# Doon Castle (County Mayo)
Doon Castle (irisch Caisleán an Dúin) ist die Ruine einer Höhenburg auf einem Hügel etwa 6,5 km östlich von Westport im irischen County Mayo. Von dieser Burg ist nur noch wenig erhalten.

## Geschichte
Im Jahre 1133 überfielen Cormac Mac Cárthaigh und Conchobar Ua Briain Connacht und plünderten einen großen Teil der Region, wobei die Burg Dún Mughdhord und die Stadt Dunmore zerstört wurden.
Die normannische Burg Doon Castle scheint an der Stelle der alten Burg erbaut worden zu sein. Heute ist die Burg fast verschwunden. Sie befand sich im Townland Dooncastle. Laut örtlichen Quellen wurden die alten Bausteine der Burg von Lord Sligo zum Bau von Westport House eingesetzt.

## Beschreibung
Die Burgruine liegt auf einem 50 Meter hohen Hügel und man hat von dort aus einen hervorragenden Blick nach Osten und Südosten, Richtung Islandeady und Aille, wo sich die anderen Burgen von McPhilpin befanden. Das Ruinengelände auf dem Hügel hat die Form einer 36–54 Meter langen und 18 Meter breiten Ellipse. Die Burg hatte einen rechteckigen Grundriss von etwa 12 Metern × 9 Metern. Der Raum zwischen der Hauptburg und den äußeren Verteidigungsbauwerken war nicht groß.
Laut Knox gehörten den MacPhilpins die Burgen Ayle Castle, Aghle Castle und Doon Castle im Baronat Burrishoole und die Burgen Bellabourke Castle und New Castle im Baronat Carra.